# Port morski Szanghaj
Port morski Szanghaj (chiń. 上海港) – największy port kontenerowy na świecie znajdujący się w pobliżu Szanghaju, obejmuje port głębokowodny i port rzeczny.
Główne przedsiębiorstwo portowe w Szanghaju, Shanghai International Port Group (SIPG), powstało w wyniku reorganizacji Zarządu Portu Szanghaj. W porcie morskim w Szanghaju działały takie przedsiębiorstwa jak Shanghai Port Container Co. i Waigaoqiao Bonded Zone Port Co.
W 2010 roku port w Szanghaju prześcignął port w Singapurze i stał się najbardziej ruchliwym portem kontenerowym na świecie. W 2019 r. w Szanghaju przeładowano 43,3 mln TEU i 49,16 mln TEU w 2023 r.

## Geografia
Port w Szanghaju położony jest nad Morzem Wschodniochińskim na wschodzie i Zatoką Hangzhou na południu. W jego regionie łączą się rzeki Jangcy, Huangpu (która wpływa do Jangcy) i Qiantang.